# Ubuntu Kylin
Ubuntu Kylin (кит.: 麒麟) — вільна операційна система, базована на популярному Linux-дистрибутиві Ubuntu. Ubuntu Kylin розроблюється спільно компанією Canonical та урядовими організаціями КНР для китайського ринку, враховуючи специфіку китайської мови та популярних в китайському інтернеті онлайн-сервісів.

## Історія
На початку березня 2013 Ubuntu Kylin було визнано офіційною редакцією Ubuntu. В кінці березня 2013 Canonical та Міністерство промисловості та інформатизації КНР оголосили про використання Ubuntu як еталонної архітектури для створення відкритих китайських операційних систем. Для їх розвитку, в Пекіні було створено центр розробки CCN Open Source Innovation Joint Lab, де беруть участь представники Canonical та Національного університету оборонних технологій.

## Особливості
До системи інтегровані китайські методи вводу, китайські календарі, погодний індикатор, пошук музики онлайн з Dash. Майбутні випуски матимуть інтеграцію з Baidu Maps, онлайн-магазином Taobao, спеціальні офісний пакет та програму керування зображеннями. Також Canonical разом з Міністерством промисловості та інформатизації працює над серверним варіантом Ubuntu Kylin.

## Дивись також
- Red Flag Linux